# Novyje prikljutjenija janki pri dvore korolja Artura
Novyje prikljutjenija janki pri dvore korolja Artura (russisk: Новые приключения янки при дворе короля Артура) er en sovjetisk spillefilm fra 1988 af Viktor Gres.

## Medvirkende
- Sergej Koltakov som Hank Morgan
- Albert Filozov som Arthur / Merlin
- Jelena Finogejeva som Ginevra
- Aleksandr Kaidanovskij som Sir Lancelot
- Anastasija Vertinskaja som Morgan Le Fay